# Черново (Каракулинський район)
Черно́во (рос. Черново, удм. Черново) — село у складі Каракулинського району Удмуртії, Росія.
Населення — 195 осіб (2010; 259 у 2002).
Національний склад:
- росіяни — 84 %